# 建龙钢铁
建龙钢铁控股有限公司，北京建龍重工集團旗下子公司，总部位于山西省运城市闻喜县，经营领域涉为黑色金属冶炼和压延加工业、资源、金融、儿童教育、地產等行业。前身「海鑫钢铁集团有限公司」。
创始人李海仓1987年创办了联合焦化厂，1988年至1989年从三门峡铁路车务段、运城车务段、洛阳铁路局引资成立了三铁焦化总厂，1992年与湖南冶金厅、河南冶金厅、上海冶金局、北京铁路分局共同投资创建了山西省海鑫钢铁有限公司，1995年创建了山西省海鑫制钢有限公司。2003年1月22日李海仓遇刺，集团董事长兼总经理由李海仓之子李兆会接任。
公司目前是山西省规模最大的民营企业，在2013年“中国民营企业500强”中位排名184位 。
但2014年海鑫钢铁被媒體指負債達百億，李兆会最近亦嘗試尋求白武士的協助，但至今仍未有解決方案
2015年10月，建龙钢铁控股有限公司向海鑫钢铁提出重組方案，海鑫钢铁正式被纳入建龙集团旗下，成为建龙集团的第7家钢铁子公司。